# الحياة (فلم)
الحياة (بالإنجليزية: Life) هو فيلم دراما تم إنتاجه في الولايات المتحدة واصدر الفلم في سنة 2015. الفيلم من إخراج أنطون كربيجن.

## الممثلون والشخصيات
- روبرت باتينسون (بدور: دينيس ستوك)
- دان ديهان (بدور: جيمس دين)
- بن كينغسلي (بدور: جاك وارنر)
- جويل إجيرتون (بدور: جون موريس)
- أليساندرا ماستروناردي (بدور: بير انجلي)
- كريستين هاجر (بدور: فيرونيكا)
- كيلي مكريري (بدور: أرثا كث)
- إيفا فيشر (بدور: جودي غارلاند)
- جاك فولتون (بدور: رودني ستوك (ابن دينيس))

## الميزانية والإيرادات
بلغت تكلفة إنتاج الفيلم حوالي 15 مليون دولار.

## روابط خارجية
- مقالات تستعمل روابط فنية بلا صلة مع ويكي بيانات